# Beauchamps (Somme)
Beauchamps is een gemeente in het Franse departement Somme (regio Hauts-de-France) en telt 987 inwoners (1999). De plaats maakt deel uit van het arrondissement Abbeville.

## Geografie
De oppervlakte van Beauchamps bedraagt 7,2 km², de bevolkingsdichtheid is 137,1 inwoners per km².
De onderstaande kaart toont de ligging van Beauchamps (Somme) met de belangrijkste infrastructuur en aangrenzende gemeenten.

## Demografie
Onderstaande figuur toont het verloop van het inwonertal (bron: INSEE-tellingen).

## Externe links

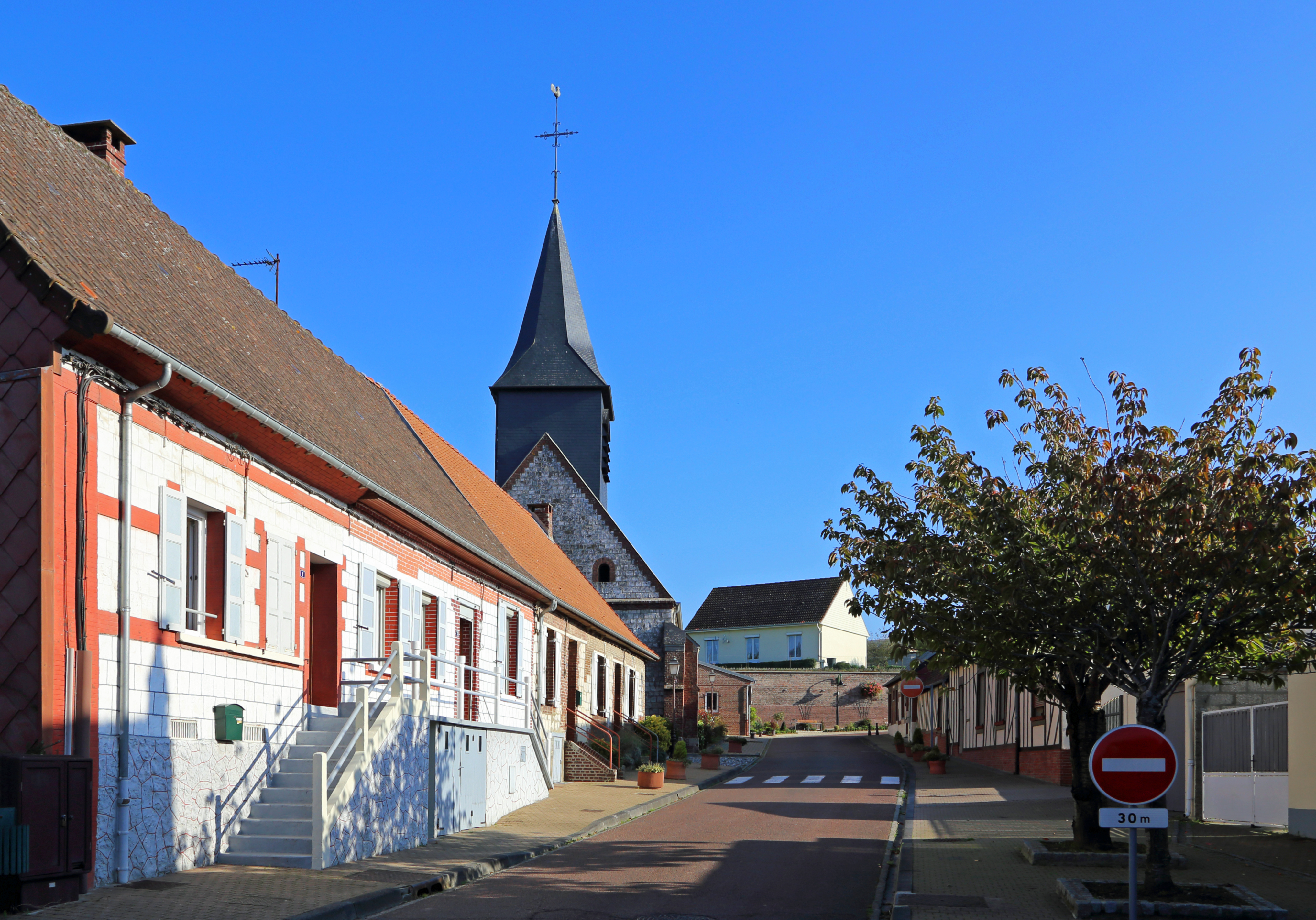
Het dorp
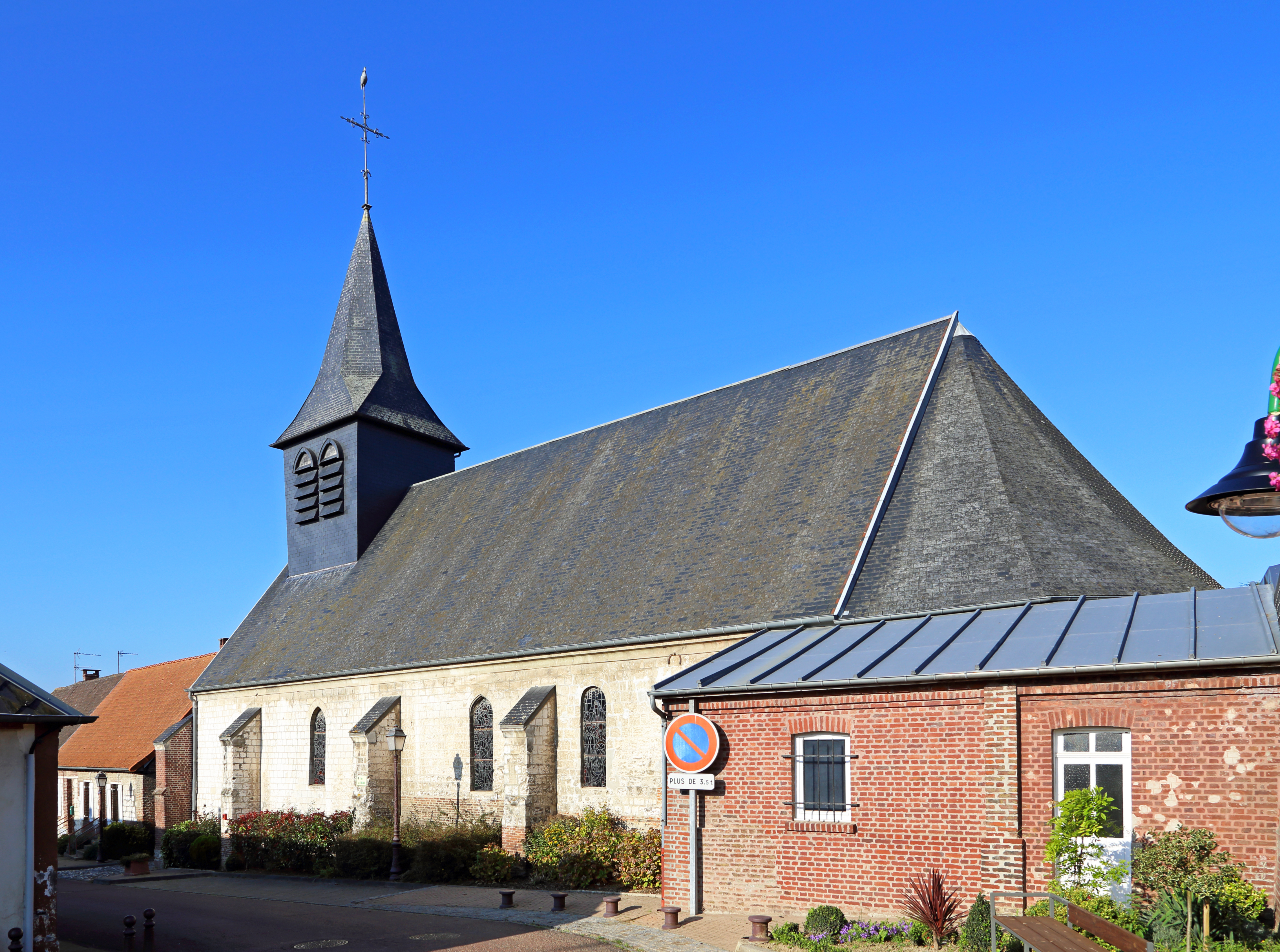
De Sint-Martinuskerk
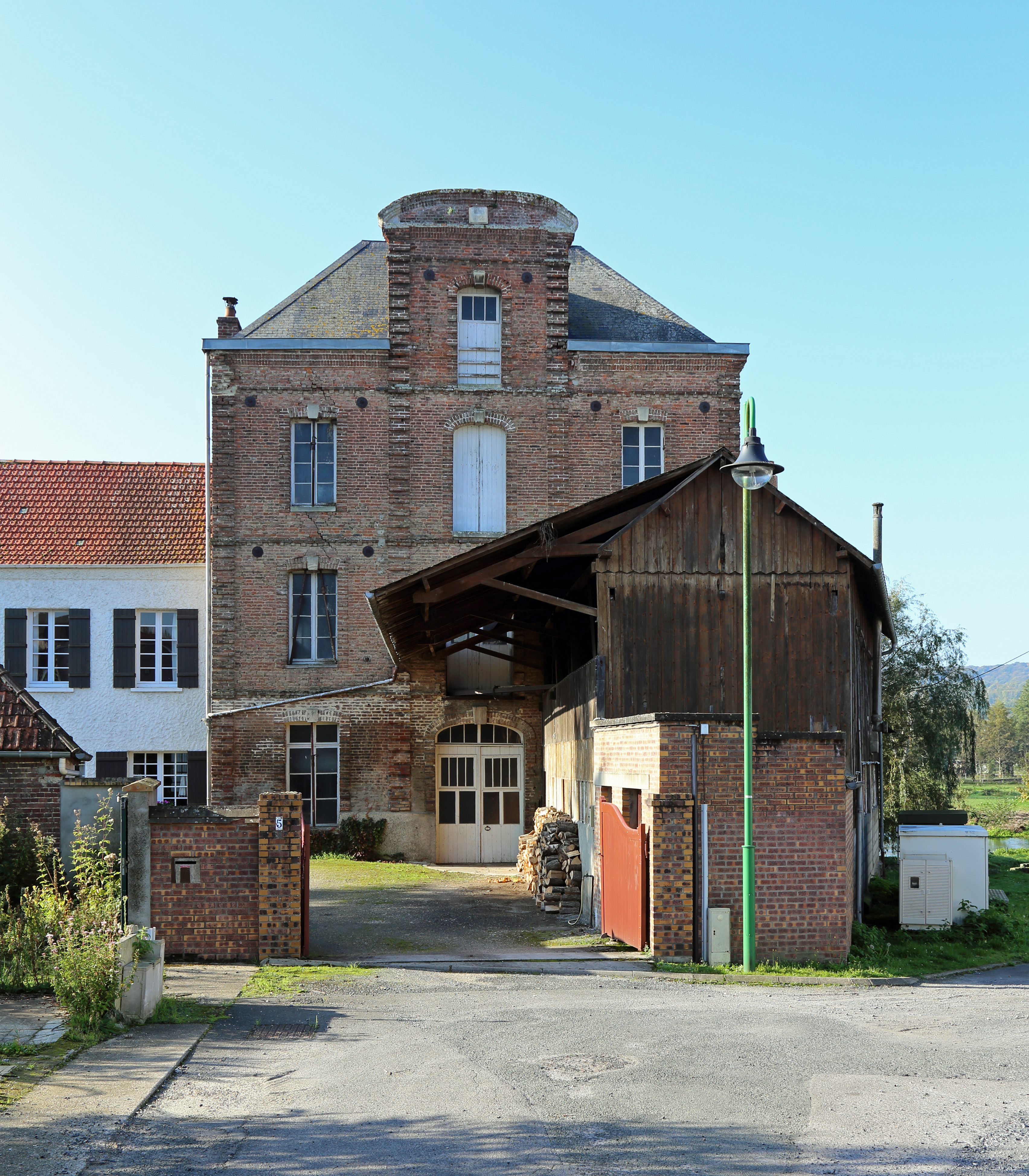
De oude watermolen op het riviertje de Bresle, gebouwd in 1866
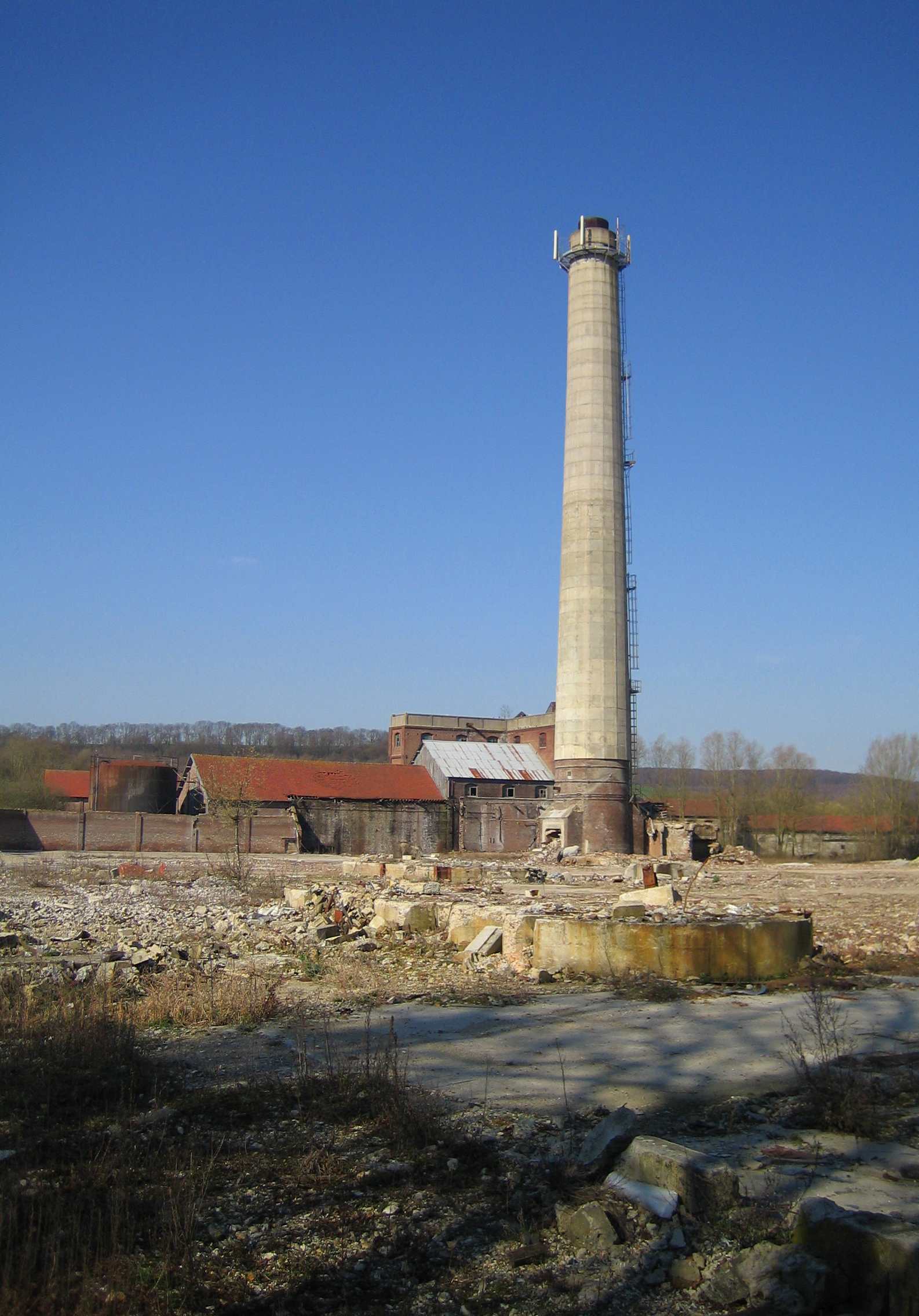
Schoorsteen van de gesloopte suikerfabriek Sucrerie de Beauchamps
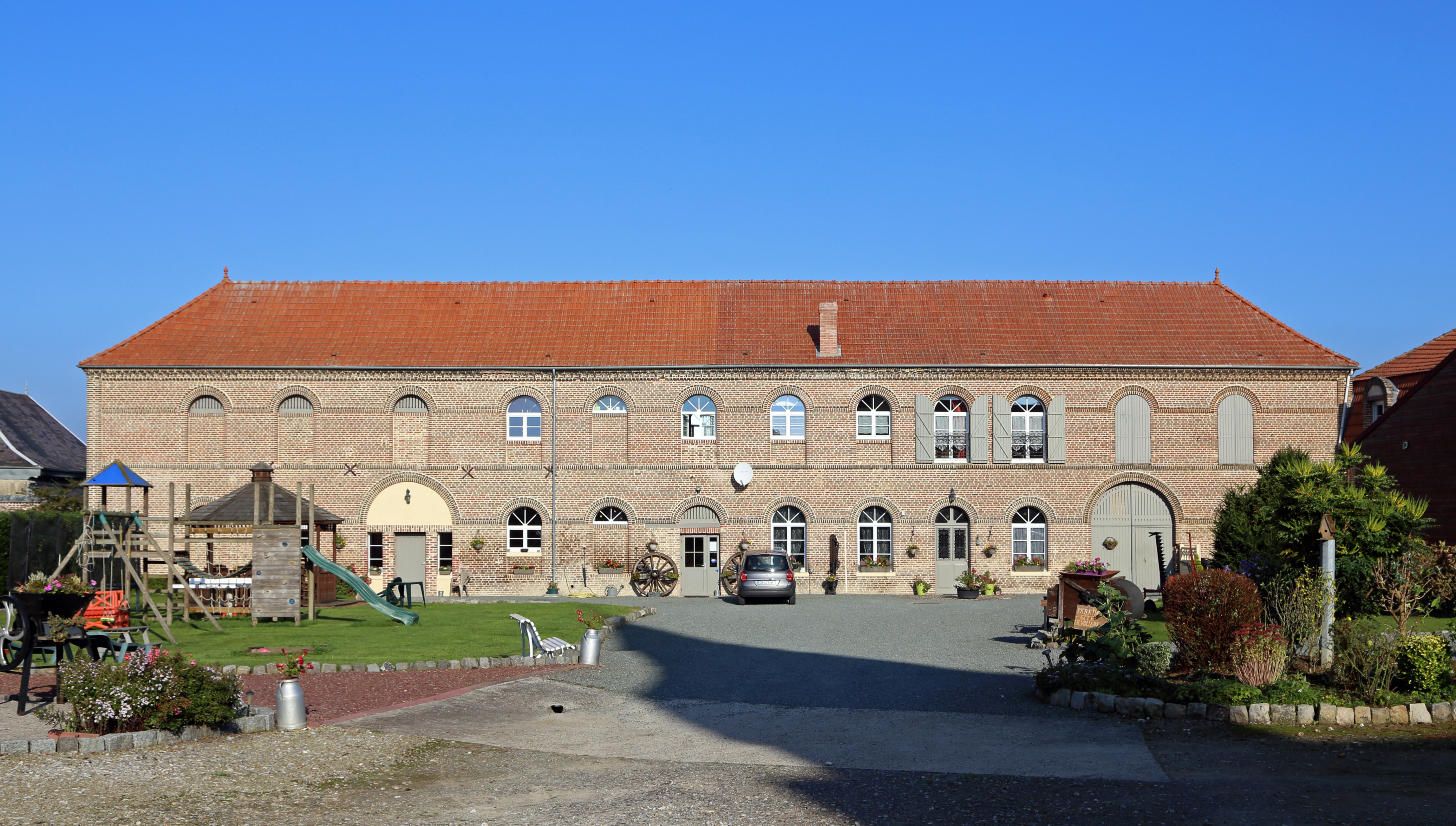
De Ferme du Phael in het dorpscentrum is omgevormd tot vakantieverblijf